# Petrell de l'illa de la Trindade
El petrell de l'illa de la Trindade (Pterodroma arminjoniana) és un ocell marí de la família dels procel·làrids (Procellariidae), d'hàbits pelàgics que cria a les illes brasileres de Trindade i Martim Vaz, a l'Atlàntic Sud. S'ha considerat coespecífic amb Pterodroma heraldica.